# 23788 Cofer
23788 Cofer este un asteroid din centura principală de asteroizi.

## Descriere
23788 Cofer este un asteroid din centura principală de asteroizi. A fost descoperit pe 17 august 1998 la Socorro, New Mexico, în cadrul proiectului LINEAR. Asteroidul prezintă o orbită caracterizată de o semiaxă mare de 2,29 ua, o excentricitate de 0,15 și o înclinație de 2,9° în raport cu ecliptica.